# Aquamediale
Aquamediale (Eigenschreibweise aquamediale) ist ein seit 2005 stattfindendes Festival der interaktiven Kunst und Erlebnis-Kultur im Spreewald. Initiatoren für das Festival waren 2005 Ralf Sander und Sieghard Auer. Das Festival zeitgenössischer temporärer Kunst im öffentlichen Landschaftsraum des Spreewaldes findet in den Sommermonaten Juni bis September mit internationalen Künstlern statt und hat jährlich etwa 100.000 Besucher. In jedem Jahr wird im Rahmen der aquamediale ein Kunstpreis für temporäre Kunst im öffentlichen Landschaftsraum im Spreewald ausgelobt.

## Geschichte
Das Festival wurde 2005 erstmals im Rahmen des Kulturprogramms vom Landkreis Dahme-Spreewald durchgeführt. Die Schwerpunkte innerhalb des jährlichen Festivals stellen Ausstellungen, Film- und Videoprogramme, Live-Performances, Symposien und Publikationen dar. Das Festival ist Bestandteil des Brandenburgischen Kultursommer und findet in den Orten Lübben, Alt-Zauche, Golßen, Lübbenau, Goyatz, Straupitz, Schönwalde, Schwielochsee und Pretschen statt.
Regelmäßige Bestandteile der aquamediale sind Krimi- und Hörspielkahnfahrten, die gemeinsam mit dem Deutschlandradio Kultur veranstaltet werden.
Im März 2006 wurde das Kunstfestival aquamediale mit dem Tourismuspreis des Landes Brandenburg ausgezeichnet.

## Jährliche Themen deraquamediale
Die thematische Ausrichtung der aquamediale wechselt jährlich und steht in enger Beziehung zum Naturraum Spreewald. Ökologische, soziale, klimatische und technische Aspekte werden schwerpunktmäßig in Klang- und Licht-Installationen, Graffiti und Aktionskunstprojekten umgesetzt. Die Besucher erleben das Kunstfestival bevorzugt vom Wasser aus. Zahlreiche Kahnfahrten, die zu thematischen Schwerpunkten – mitunter auch nachts – angeboten werden, bringen dem Besucher die unterschiedlichen Installationen unter freiem Himmel und auf dem Wasser näher.
- Im, über, unter dem Gewässer des Flusslabyrinths des Spreewalds (2005): Die aquamediale 1 wurde von den Künstlern Ralf Sander und Sieghard Auer, sowie dem ehemaligen Minister für Kultur der DDR und Projektmanager Herbert Schirmer kuratiert und entwickelt. Zentrales Thema der ersten aquamediale war die Betrachtung des Wassers unter regionalen Gesichtspunkten, insbesondere die existenzielle Bedeutung des Wasserhaushalts für die Spreewaldregion. Eines der Themen, die künstlerisch aufgearbeitet wurden, waren die stillgelegten Braunkohletagebaue und ihre Folgen.

- Durst (2006): Unter der Leitung von Herbert Schirmer wurde auf der aquamediale 2 Kunst aus der Perspektive des gesellschaftlicher Verantwortung inszeniert. Mit dem Titel „Durst“ wurde im Jahr 2006 eine deutliche Akzentverschiebung in Richtung der globalen Problematik des Trinkwassermangels vor allem in den Ländern der Dritten Welt aufgezeigt. Das Thema der Durst wurde aus verschiedenen Perspektiven aufgegriffen: Durst als leibliches Bedürfnis, Durst im übertragenen Sinne und Durst in abstrahierter Form als gleichnishafter Zustand.[10]

- Wassermann und Königskinder (2007): Das Thema der von Herbert Schirmer kuratierten aquamediale 3 „Wassermann und Königskinder“ greift die regionale Kulturgeschichte der Sorben (Wenden) und einen ihrer umtriebigen Wassergeister, dem Wassermann auf. In diesem Rahmen des Festivals haben die Künstler das Verhältnis von objektivem Raum und subjektiver Wahrnehmung thematisiert, Reales und Irrationales in einer ironischen Verbindung aufeinander treffen lassen und sich zeitgemäß im vorgegebenen Bedeutungsspielraum bewegt. Das Festival wurde am 15. Juni 2007 von Johanna Wanka eröffnet.[11]

- Stadt. Land. Fluss (2008): Das Motto der aquamediale 4 thematisierte unter der Leitung von Herbert Schirmer die Gegensätze zwischen den hoch organisierten Lebensformen in der Metropole Berlin und dem eher beschaulichen Dasein in der ländlichen Region. Von den Unterschieden zwischen Metropole und Provinz inspiriert, haben die teilnehmenden Künstler auf der Spree, an ihren Ufern oder unter den Bäumen sowie an den Fließen, bezogen auf das Wasser, Ideen verwirklicht, die mitunter bewusst visuelle Provokationen darstellten.[12]

- Kunst zwischen Mythos und Abenteuer (2009): Die aquamediale 5 thematisierte schwerpunktmäßig das Verhältnis des Menschen zum Wasser als Rohstoff, als Lebensmittel und Medium künstlerischer Befragung im Spannungsfeld zwischen großen gesellschaftlichen Konflikten der Gegenwart und der Befindlichkeiten des Einzelnen. Zu den Installationen der fünften aquamediale zählen das schwimmende Spreewaldmuseum von Egidius Knops, der Karpfen-Express von Andreas Holzknecht oder die indianische Installation Kai Kai Vilù von Hernando León.[13]

- Wasserlandschaften (2010): Die Künstler griffen auf dieser aquamediale 6 gestaltend in die Landschaft des Spreewaldes ein und beabsichtigen zugleich den sozialen Raum zu treffen. Dabei provozierten die Künstler der diesjährigen aquamediale weniger die wiederkehrende Auseinandersetzung mit den Problemen von Kunst im öffentlichen Raum, sondern legten Wert auf die soziale Komponente des Themas und zielten auf die gesellschaftliche Funktion von Kunst. Sie verstanden sich aber nicht nur als Mahner mit erhobenem Zeigefinger, sie sahen sich selbst als Beteiligte, Mittäter und Betroffene und zogen den Betrachter in ihre Installationen ein.[14][15]

- PANTA RHEI – alles fließt (2011): In der aquamediale 7 wurde erstmals unter der Leitung des Tourismus, Kultur und Stadtmarketing Lübben veranstaltet. Die thematische Ausrichtung des diesjährigen Festivals ermöglichte die Begegnung mit zeitgenössischen Installationen der bildenden Kunst, um Bekanntes mit Vertrautem zu vergleichen und das Kulturverständnis zu erweitern. Durch künstlerische Installationen sollte nach der Auffassung der Kuratoren die Landschaft neu erfahren und ein weiterer Erlebnisraum erschlossen werden. Die Schirmherrin des Kunstfestivals war 2011 Sabine Kunst.[16][17]

- 2 0 1 2 (2012): Unter der Leitung von Christian Gracza rückten auf der aquamediale 8 audiovisuelle künstlerischen Positionen in den thematischen Mittelpunkt des Festivals. Technische Errungenschaften erweiterten die Gestaltungsmöglichkeiten in der Gegenwartskultur und ermöglichten so eine neue Form der Vermittlung von inhaltlichen Aspekten. Während des Kunstfestivals wurden auch Klanginstallationen in der Natur von Marek Brandt (Schleusen) und Karsten Hensel / Jörg Lange (Nebelhorn) gezeigt.[18][19]

- Weites Land (2013): Im Rahmen der 9. aquamediale wurden unter Leitung von Christian Gracza die Kunstinstallationen auf Nachbargemeinden ausgeweitet. Angeregt durch die Jubiläumsveranstaltung für den in Trebatsch gebürtigen Australienforscher Ludwig Leichhardt[20] wurden u. a. für die Inszenierung „Weites Land“ mit dem Hinweis auf seine Wirkungsstätte Australien „im Outback“, 200 Kängurus aus Stroh an verschiedenen Orten aufgestellt und bespielt. Im Schwielochsee wurde als einer der Höhepunkte des Festivals ein „UWKO“ das Unterwasser Kunstobjekt installiert.[21][22]

- Wetterwechsel (2014): Als zentrales Thema der aquamediale 10 wurden die Auswirkungen der globalen Entwicklung auf das Klima aufgegriffen. Unter dem Motto „Wetterwechsel“ wurde sie von Christian Gracza kuratiert. Die Installationen griffen die Auswirkungen der Klimaveränderung durch: Erderwärmung, Hitzewellen, Dürreperioden, Stürme und Überschwemmungen auf und forderten vom Betrachter, die nahende Katastrophe zu erkennen und die eigene Verhaltensweisen zu überdenken und entsprechend zu handeln. Im Jahr 2014 wurde das erste permanente Kunstwerk der aquamediale übergeben: die 80 m² große Seccomalerei Nico in Lübben von Robin Zöffzig, in Anlehnung an die Sängerin Nico, bürgerlich Christa Päffgen, sie verbrachte einige Zeit im Spreewald.[23]

- Metamorphosen (2015): Die aquamediale 11 nimmt unter Leitung der Kuratorin Petra Schröck die Veränderungen und Wandlungen der Spreewaldregion, ihrer Landschaft und der Menschen künstlerisch in den Fokus auf.[24] Ausgehend von der Camus’schen Metamorphose, abstrakte Begriffe zu verwandeln, wählten die Künstler unter zehn Begriffen, die charakteristisch für die Spreewaldregion sind, um ein temporäres Kunstwerk für den öffentlichen Landschaftsraum zu entwickeln.[25] Beispielsweise wurde von Mario Asef die Umweltbelastung der Spree durch Eisenhydroxidschlämme thematisiert und alternative Verwendungsmöglichkeiten aufgezeigt.[26][27]

## Beteiligte Künstler (Auswahl)
- Irene Anton, Deutschland
- Mario Asef, Argentinien
- Marek Brandt, Deutschland
- Ria den Breejen, Niederlande
- Silvia Klara Breitwieser, Deutschland[28]
- Erdal Buldun, Türkei
- Dieter Buchhart, Österreich
- Mikael Eriksson, Schweden
- Marco Evaristti, Chile/Dänemark
- Walter Gramming, Deutschland[29]
- Sue Hayward, Australien
- Sabine Herrmann, Deutschland
- Kōji Kamoji, Japan
- Klaus Killisch, Deutschland
- Julia Kissina, Russland
- Andreas Kopp, Niederlande
- Dirk Edwin Krechting, Niederlande
- Sewan Latchinian, Deutschland
- Dietrich Lusici, Deutschland
- Thierry Noir, Frankreich
- Mayumi Okabayashi, Japan
- Margarita Pellegrin, Deutschland
- Ping Qui, China
- Ulrike Rumpenhorst, Deutschland
- Daniel Belasco Rogers, Großbritannien
- Igor Sacharow-Ross, Russland
- Héctor Solari, Uruguay
- Einar Thorsteinn, Island
- Theater Senftenberg
- Jolanta Wagner, Polen
- Jim Whiting, Frankreich/Schweiz
- Markus Wilfling, Österreich
- Thorday Filomena, Ungarn

## Kataloge
- Aquamediale 2, Katalog, Lübben 2006
- Aquamediale 3, Katalog, Lübben 2007
- Aquamediale 4, Katalog, Lübben 2008
- Aquamediale 5, Katalog, Lübben 2009
- Aquamediale 6, Katalog, Lübben 2010
- Aquamediale 9, Katalog, Lübben 2013
- Aquamediale 10, Katalog, Lübben 2014